# Sedum mucizonia
Sedum mucizonia är en fetbladsväxtart. Sedum mucizonia ingår i Fetknoppssläktet som ingår i familjen fetbladsväxter.

## Underarter
Arten delas in i följande underarter:
- S. m. abylaeum
- S. m. mucizonia

## Bildgalleri

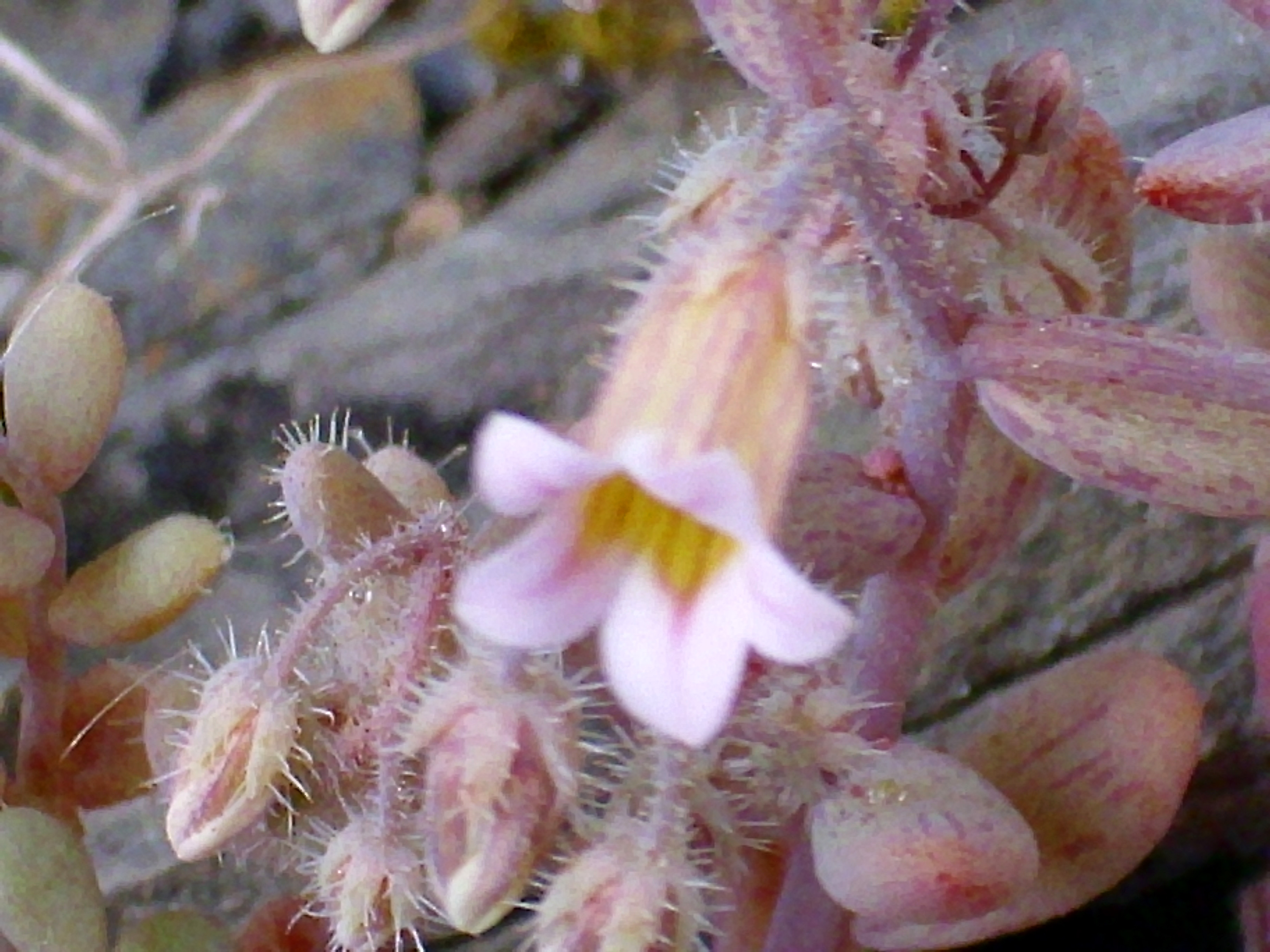
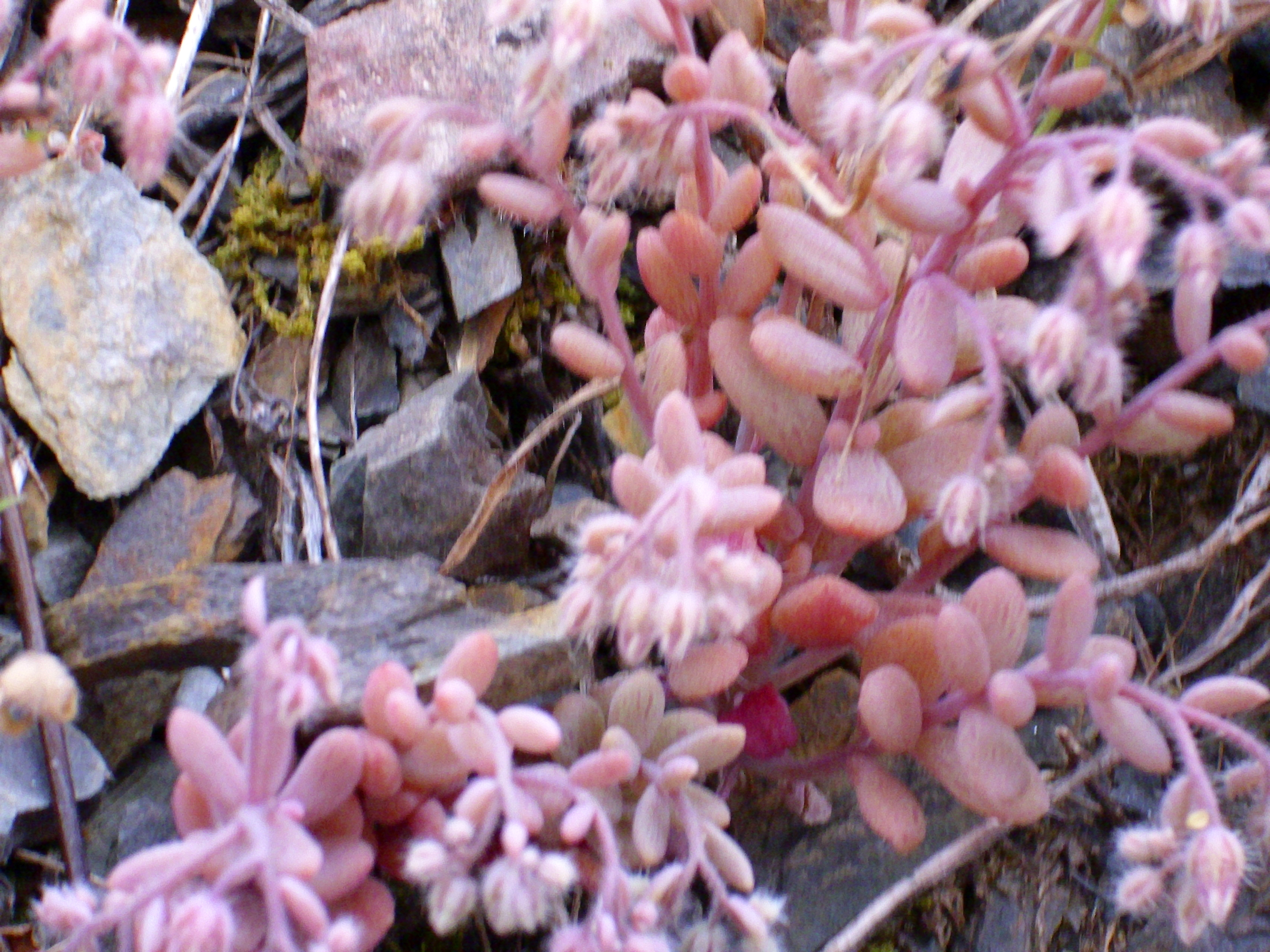
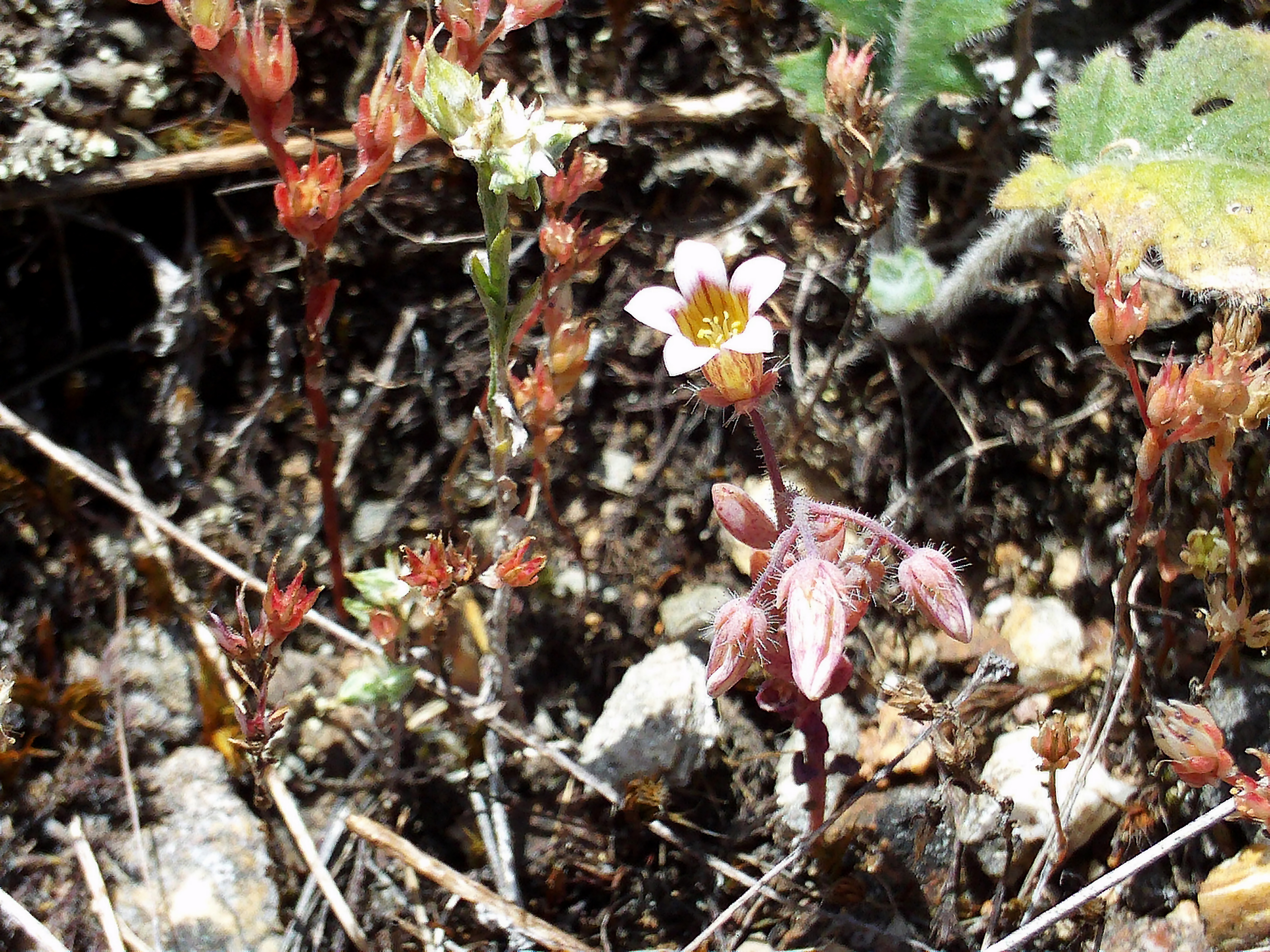